# فار کرای طلیعه نوین
فار کرای: نیو دان (به انگلیسی: Far Cry: New Dawn)

## داستان بازی
۱۷ سال پس از فاجعهٔ هسته‌ای در هوپ‌کانتی، شهر دوباره بازسازی شده‌است. با این حال، گروهی غارتگر به نام «های‌وی‌من» منطقه را تحت کنترل خود درمی‌آورند و منابع مردم را غارت می‌کنند.
دختری به نام کارمینا از توماس راش، عضو یک گروه شبه‌نظامی، درخواست کمک می‌کند تا با این غارتگران مقابله شود. بازیکن در نقش «کاپیتان» وارد بازی می‌شود و همراه راش به سوی پایگاه مردم عادی با نام «پراسپریتی» حرکت می‌کند. در مسیر، رهبران های‌وی‌من یعنی «میکی» و «لو» حمله می‌کنند، راش را می‌ربایند و بازیکن را به دره‌ای پرتاب می‌کنند. راش با این کار جان بازیکن را نجات می‌دهد.
کارمینا، بازیکن را نجات داده و به پراسپریتی می‌برد. در آنجا، مادر او «کیم» توضیح می‌دهد که راش به یک معدن منتقل شده‌است. بازیکن و کارمینا به معدن می‌روند، نیروهای دشمن را شکست می‌دهند و راش را نجات می‌دهند. سپس با تأمین منابع، پراسپریتی تقویت می‌شود و مرحلهٔ دوم بازی آغاز می‌شود.
در این مرحله، های‌وی‌من‌ها به پراسپریتی حمله می‌کنند اما مردم مقاومت می‌کنند. راش هشدار می‌دهد که در صورت حملهٔ مجدد، دوام نخواهند آورد. او پیشنهاد می‌دهد با گروهی مذهبی به نام «نیو ایدن» متحد شوند.
نیو ایدن پیرو آموزه‌های «جوزف سید»، شخصیت منفی بازی فار کرای ۵، هستند. آن‌ها باور دارند جوزف مرده و اکنون پسرش «ایثان» رهبری گروه را بر عهده دارد. ایثان از بازیکن می‌خواهد ماده‌ای به نام «مرگ‌گیر» پیدا کند و او را به سرزمین «بلیس» می‌فرستد.
در آنجا، بازیکن با جوزف روبه‌رو می‌شود که زنده است. جوزف به او سیبی می‌دهد که به گفتهٔ او هدیه‌ای الهی است. این میوه به بازیکن قدرتی ماورایی می‌دهد، اما پیش از آن باید آزمونی برای پاکسازی ذهن پشت سر گذاشته شود.
پس از موفقیت در آزمون، بازیکن جوزف را به نیو ایدن بازمی‌گرداند. جوزف اعلام می‌کند که خود رهبر واقعی این قوم است. ایثان که انتظار رهبری داشت، احساس خیانت می‌کند. جوزف می‌گوید که این خواست خدا بوده‌است.
در ادامه، پراسپریتی با کمک نیو ایدن قدرتمندتر می‌شود. سپس خبر می‌رسد که میکی و لو دوباره حمله کرده و توماس راش را ربوده‌اند. بازیکن به محل نگهداری او می‌رود. در آنجا اسیر می‌شود، شکنجه می‌بیند، و شاهد کشته شدن راش است. با استفاده از قدرت الهی، خود را آزاد کرده و با میکی و لو می‌جنگد، اما زخمی می‌شود و از پنجره به بیرون پرت می‌شود.
میکی و لو قصد دارند منشأ قدرت بازیکن را پیدا کنند. بازیکن با کمک یکی از اعضای خیانت‌کار های‌وی‌من، وارد مسابقهٔ آن‌ها می‌شود و پس از پیروزی، در ضیافتی با آن‌ها شرکت می‌کند. در آنجا مشخص می‌شود که ایثان به پدرش خیانت کرده و در ازای نابودی نیو ایدن، مکان میوهٔ الهی را به دشمنان گفته‌است.
بازیکن با رهبران های‌وی‌من مبارزه کرده و به نیو ایدن بازمی‌گردد، اما می‌بیند که این منطقه به آتش کشیده شده‌است. او با میکی و لو روبه‌رو شده و در نبردی سخت آن‌ها را شکست می‌دهد. میکی پیش از مرگ می‌گوید که جوزف و ایثان به شمال گریخته‌اند.
بازیکن به منطقهٔ بلیس در شمال می‌رود و با جوزف و ایثان روبه‌رو می‌شود. ایثان از میوهٔ الهی استفاده کرده، اما چون منتخب خدا نیست، به هیولا تبدیل شده و به غاری فرار می‌کند. بازیکن او را شکست می‌دهد. ایثان در پایان به حالت انسانی بازمی‌گردد و می‌میرد.
جوزف که از مرگ پسرش اندوهگین شده، از بازیکن می‌خواهد که او را به قتل برساند. این انتخاب به عهدهٔ بازیکن است.
در پایان، بازیکن کنار قبر توماس راش دیده می‌شود. کارمینا می‌گوید که راش به آن‌ها افتخار می‌کرده و آن‌ها موفق شدند هوپ‌کانتی را از خطر نجات دهند. بازی در این نقطه به پایان می‌رسد.